# クラウン銀貨
クラウン銀貨（クラウンぎんか、Silver Crown）とは、イギリスの旧通貨制度における、5シリングに相当する銀貨の名称である。

## 仕様
直径38mm、重量28.2759g、銀純度92.5%のスターリングシルバー。

## 歴史
イギリスが現在のような十進法の通貨制度を取り入れる1971年まで流通していたこの銀貨は、1551年、エドワード6世の時代に初めて発行された。クラウンと言う貨幣単位はそれ以前にも存在したがその時代は金貨として発行された。1526年、ヘンリー8世の改鋳により登場したクラウン・オブ・ダブルローズ金貨が5シリングとされたのに端を発する。
発行当初のクラウン銀貨はハンマーコインであり、現在のような本格的な鋳造コインとしては、1658年発行のオリバー・クロムウェルの肖像を描いたものが最初とされている。
以後歴代の君主が刻まれ、1901年まで流通用として発行されたが、サイズが大きく重量も重いため日常の使用には不便であり、1902年エドワード7世の戴冠記念として発行されて以降は、国家的な行事を記念しての発行となった。ジョージ5世の時代に一時期（1927年〜34年）再度流通用に発行されたがこれを最後に流通貨としての発行は行われていない。
このクラウン銀貨は大型で見栄えがするためコイン収集家の間では人気が高く、特に1847年にヴィクトリア女王即位10周年記念として発行されたクラウン銀貨は、ブラックレターによる銘字が採用されたため、ゴチック・クラウンといわれ、世界で最も美しい銀貨との評判が高い。
1920年にイギリス銀貨はその品位が、.925から.500に引き下げられたため、ジョージ5世とジョージ6世のクラウン銀貨はスターリングシルバーではない。
また、1951年以降は白銅貨となって、額面表示も FIVE SHILLINGS となった。

## 種類
先に述べたとおり、クラウン銀貨の歴史は1551年に遡るが、英国が金本位制を採用した1816年以降に鋳造、発行されたクラウン硬貨には次の各種類がある。
ジョージ3世の肖像
- 1818〜1820年銘 裏はセントジョージと龍

ジョージ4世の肖像
- 1821〜1822年銘 裏はセントジョージと龍
- 1826年銘 裏は紋章を描いた盾（このクラウンはプルーフのみで鋳造枚数150枚の試鋳貨）

ウィリアム4世の肖像
- 1831年銘 裏はマントに包まれた紋章を描く盾（このクラウンはプルーフのみで鋳造枚数100枚の試鋳貨）

ヴィクトリア女王の肖像

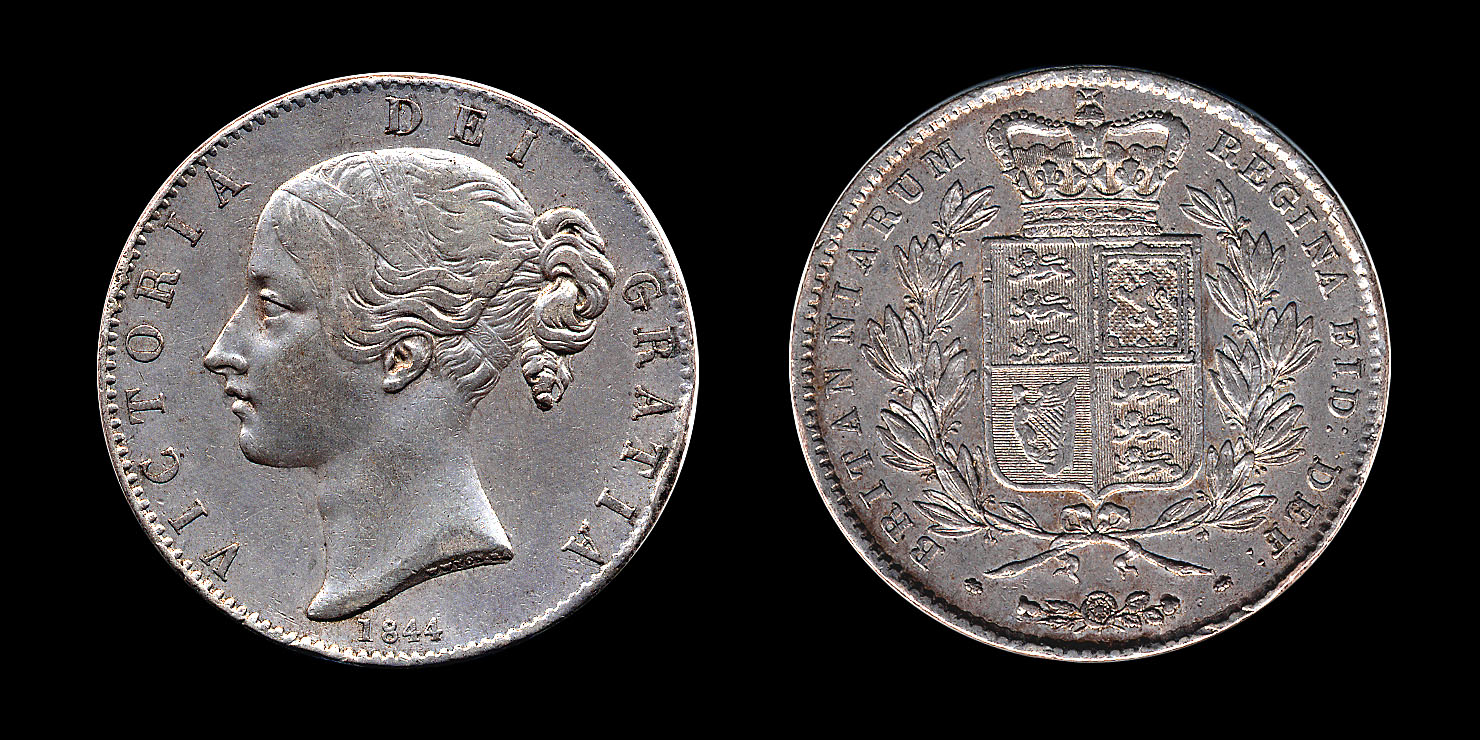
ヴィクトリア女王（ヤングヘッド）のクラウン銀貨 1844年銘

- 1839〜1847年銘 表はヤングヘッド。裏は紋章を描いた盾
- 1847年銘 ゴチック・クラウン 表は王冠を戴く若い女王の胸像。裏は紋章を描いた4つの盾とシンボルの植物 プルーフ状態で8000枚鋳造。なお、ゴチッククラウンは1853年にも追加で460枚鋳造されている
- 1887〜1892年銘 表はジュビリーヘッド。裏はセントジョージと龍
- 1893〜1900年銘 表はオールドヘッド。裏はセントジョージと龍

エドワード7世の肖像
- 1902年銘 裏はセントジョージと龍

ジョージ5世の肖像
- 1927～1936年銘 裏は王冠とシンボルの植物。このクラウンは品位が.500に引き下げられた
- 1935年銘 在位25周年記念硬貨。品位は.500。裏はセントジョージと龍だがデザインが異なる

エドワード8世の肖像
- 1936年銘 このクラウンは正式な硬貨ではない。品位は.500。裏は紋章を描いた盾

ジョージ6世の肖像
- 1937年銘 品位は.500。裏は紋章を描いた盾
- 1951年銘 英国フェスティバル記念硬貨。これ以降のクラウンは全て白銅貨となり、額面標記も「FIVE SHILLINGS」となった。裏はセントジョージと龍

エリザベス2世女王の肖像
- 1953年銘 戴冠記念硬貨で白銅貨。表は馬上の女王、裏は紋章を描いた4つの盾とシンボルの植物
- 1960年銘 ニューヨーク英国博記念硬貨で白銅貨。裏は紋章を描いた4つの盾とシンボルの植物
- 1965年銘 チャーチル記念硬貨で白銅貨。裏はチャーチル元首相。この硬貨には額面が記されていない

1971年デシマル制度移行後は25ペンス硬貨として、クラウンと同じ仕様の記念硬貨が鋳造されている。これには通常の白銅貨の他に、コレクター向けのプルーフ仕上げのスターリングシルバー製硬貨も鋳造されている。

## 英連邦のクラウン銀貨
イギリス本国以外の英連邦や植民地でも、本国と同じ通貨制度を採用していた国では、クラウン銀貨が発行された経緯がある。ニュージーランドで1935年に発行されたワイタンギ条約の記念クラウンや、南ローデシアで1953年に発行されたセシル・ローズ記念のクラウンはその代表的なもので希少価値も高い。

## デシマル後のクラウン
十進法制度に移行後は25ペンス硬貨としてこのサイズの記念コインが発行されたが、これも含めてクラウンと呼ぶことが多い。

## 備考
コイン収集の世界では、大型銀貨の代名詞としてクラウンという言葉が用いられている。
クラウン銀貨の図案は当初は紋章が多かったが、ジョージ3世の時代にセントジョージが竜を退治している図案が採用され、以後この図案がクラウン銀貨の代表的な図案になったことはソブリン金貨と同様である。
クラウン銀貨と並行して2シリング6ペンスに相当する半クラウン銀貨も長期に渡って鋳造され流通した。